# Det autonome præfektur Xiangxi Tujia og Miao
Det autonome præfektur Xiangxi for tujia- og miaofolkene (kinesisk skrift: 湘西土家族苗族自治州; pinyin: Xiāngxī tǔjiāzú miáozú Zìzhìzhōu) ligger i den kinesiske provins Hunan. Præfekturet har et areal på 	15.461 km² og en befolkning på 2.760.000 mennesker (2006).

## Administrative enheder
Det består af otte enheder:
- Byamtet Jishou – 吉首市 Jíshǒu Shì ;
- Amtet Luxi – 泸溪县 Lúxī Xiàn ;
- Amtet Fenghuang – 凤凰县 Fènghuáng Xiàn ;
- Amtet Huayuan – 花垣县 Huāyuán Xiàn ;
- Amtet Baojing – 保靖县 Bǎojìng Xiàn ;
- Amtet Guzhang – 古丈县 Gǔzhàng Xiàn ;
- Amtet Yongshun – 永顺县 Yǒngshùn Xiàn ;
- Amtet Longshan – 龙山县 Lóngshān Xiàn.